# Видатні дерева Києва
На території Києва зростає декілька сотень вікових дерев віком від 100 до 800–900 років, вони є екологічною, культурно-історичною та естетичною цінністю, всього відомо більш ніж 140 місць зростання таких дерев, багато з цих дерев мають власні назви. Станом на грудень 2009 року 86 місць зростання з загальною кількістю вікових дерев 349 внесено до Державного природно-заповідного фонду України. Двадцять дерев Києва увійшли до списку 500 видатних дерев України, який було складено та опубліковано окремим виданням у 2011 році Київським еколого-культурним центром.

## Дерева Києва зі списку 500 видатних дерев України
| Дерево                                               | Місцезнаходження | Вік, розміри                                                      | Коментарі | Заповідане | Фото |
| ---------------------------------------------------- | --- | ----------------------------------------------------------------- | --- | ---------- | ---- |
| Віковий бузок                                        | Сад бузків Національного ботанічного саду імені Миколи Гришка НАН України                                                                    | Близько 100 років Обсяг 1,4 м на висоті стовбура 0,5 м Висота 4 м | Цей бузок вивезли з Німеччини після Другої світової війни, за легендою він ріс у власному саді Г. Герінга. Імовірно, найстаріший екземпляр бузку в Україні |            |      |
| Дуб на території лікарні ДУ МВС України "Старий дуб" | Вул. Вишгородська, 85-а, біля південної огорожі лікарні, ліворуч від входу на територію                                                      | Близько 600 років Обсяг 6 м Висота 30 м                           | Стан дерева добрий. Поруч є ще два дуби віком 450 років |            |      |
| Засохлий дуб на території лікарні ДУ МВС України     | Вул. Вишгородська, 85-а, 200 м від входу на територію лікарні                                                                                | Близько 600 років Обсяг 6 м Висота 30 м                           | Дерево засохло, в 2009 році обгоріло |            |      |
| Дуб в Голосіївскому лісі                             | Гора Купол, від вершини у напрямку вул. Кащенка (Мишоловка)                                                                                  | Близько 500 років Обсяг 5,15 м Висота 30 м                        | |            |      |
| Дуб Ґрюневальда                                      | Столичне шосе, 27-й км, пансіонат «Жовтень» (Конча-Заспа)                                                                                    | 800—900 років Обсяг 7 м Висота 20 м                               | Національне дерево України. Названий цей дуб ім'ям німецького художника М. Ґрюневальда, який малював казкові дерева. Має велике дупло, пошкоджене вогнем. У 2009 році проводилось лікування. | 2009       |      |
| Дуб на вул. Кащенка                                  | Вул. Кащенка, 40/2 | Близько 600 років Обсяг 6,2 м Висота 15 м                         | Один из найстарішіх дубів Києва, є охоронний знак | 1997       |      |
| Дуб Козловського                                     | Національний ботанічний сад імені Миколи Гришка НАН України, на північ від Інституту відновлюваної енергетики НАН України, в насадженні ялин | Близько 500 років Обсяг 4,6 м Висота 15 м                         | Названий на честь співака І. С. Козловського, який виступав під цим деревом у 1950-х роках | 2009       |      |
| Дуб Крістера                                         | Вул. Осиповського, 3, біля колишньої садиби квітникаря В. Крістера                                                                           | Близько 700 років Обсяг 6,2 м Висота 25 м                         | Дерево огороджено, є охоронний знак. У 2006 році проведено лікування | 1997       |      |
| Дуб на Синій воді                                    | У сел. Віта-Литовська, на березі заплави на Жуковому острові                                                                                 | Більш, ніж 600 років Обсяг 6,1 м Висота 20 м                      | Один з найстаріших дубів Києва | 2010       |      |
| Дуб Стеценка                                         | Бул. Павла Вірського, 63 | Близько 300 років Обсяг 4,15 м Висота 12 м                        | Названий на честь М. Ф. Стеценка, діяча заповідної справи України | 2009       |      |
| Дуб Шевченка                                         | Вул. Вишгородська, 5, в парку «Березовий гай», неподалік від меморіального музею Т. Г. Шевченка «Хата на Пріорці»                            | Близько 400 років Обсяг 4,5 м Висота 15 м                         | Дерево загороджено, в 2006 и 2009 роках проводилося лікування. Парк «Березовий гай» охороняєтся державою з 1972 року | 2010       |      |
| Каштан Воїнственського                               | Вул. Б. Хмельницького, 15, біля входу в Інститут зоології НАН України                                                                        | Більш, ніж 150 років Обсяг 3,5 м Висота 25 м                      | Названий на честь д.б.н. М. А. Воїнственського, діяча охорони природи. У 2013 році з'явилася загроза загибелі дерева в результаті росходження його двох стовбурів. 21 травня стовбури були зв'язані міцним тросом та заплановано лікування тріщини. Але 3 червня дерево розкололося й створило небезпечну ситуацію, 4 червня 2013 року його стовбури були зпиляні. | 2009       |      |
| Каштан Петра Могили                                  | Вул. Китаївська, 15/8, біля Троїцької церкви                                                                                                 | 200—300 років Обсяг 4,15 м Висота 15 м                            | За легендою, був посаджений київським митрополитом Петром Могилою, але вік дерева не відповідає рокам життя митрополита. Найстаріший та найбільший каштан Києва. У 1994 році освячений настоятелем Троїцької церкви отцем Мирославом | 1994       |      |
| Клен Казакова                                        | Національний ботанічний сад імені Миколи Гришка НАН України, біля доріжки до Іонівського монастиря                                           | Близько 150 років Обсяг 4,5 м Висота 15 м                         | Найстаріший та найбільший клен ясенеподібний Києва. Названий на честь киянина Юрія Казакова, за чий рахунок був вилікуваний в 2008 році. Взимку 2011 р. дерево було катастрофічно пошкоджене снігопадом і його спиляли. | 2009       |      |
| Липа Петра Могили                                    | Початок Андріївського узвозу, біля Національного музею історії України                                                                       | Близько 400 років Обсяг 5,5 м Висота 10 м                         | За легендою, посаджена митрополитом Петром Могилою. У 2007 році проводилось лікування. | 1972       |      |
| Липа Феодосія Печерського                            | Києво-Печерська лавра, 10 м від входу в Дальні печери                                                                                        | 500—600 років Обсяг 6,5 м Висота 18 м                             | За легендою, липу посадив на початку XII століття Феодосій Печерський на могилі матері. Хронологія легенди, однак, не відповідає ані віку липи, ані рокам життя ігумена Феодосія. Існує також легенда про монаха, що жив у дуплі цього дерева і був там похований                                                                                                  | 2009       |      |
| Сосна Нестерова                                      | Вул. Малишка, напроти буд. 21, на вершині Вовчої гори                                                                                        | 250 років Обсяг 2,8 м Висота 20 м                                 | Названа на честь льотчика П. М. Нестерова, який поблизу цього місця здійснював польоти |            |      |
| Платан Кащенка                                       | Вул. Юрія Іллєнка, 36 | Близько 100 років Обсяг 3,8 м Висота 15 м                         | На цьому місці знаходився Акліматизаційний сад, заснований в 1913 році Миколою Кащенком. Платан — єдине дерево, що збереглося після знищення саду в 1970-і роки. Найстаріший та найбільший платан Києва | 1997       |      |
| Шовковиця Шевченка                                   | Пров. Шевченка, 8-а, Літературно-меморіальний будинок-музей Тараса Шевченка.                                                                 | 150 років Обсяг 3,3 м Висота 10 м                                 | Стовбур на висоті 2,5 м розгалужений на дві частини. Внизу є дупло. Поруч з деревом встановлено памя'тний знак |            |      |
| Шовковиця Шевченка                                   | Національний ботанічний сад імені Миколи Гришка НАН України, біля дороги від сирінгарію до Видубицького монастиря                            | Близько 500 років Обсяг 3,4 м Висота 10 м                         | Згідно з легендою, дерево посадили монахи Видубицького монастиря, а потім від нього пішли всі шовковичні дерева України і Росії. Петро I оглядав це дерево; є кілька малюнків цієї шовковиці, зроблених Тарасом Шевченком. | 2010       |      |

## Інші видатні дерева Києва

### Дуби
| Дерево                                                        | Місцезнаходження                                                                                                   | Вік, розміри                                                                                   | Коментарі | Заповідане  | Фото |
| ------------------------------------------------------------- | --- | ---------------------------------------------------------------------------------------------- | --- | ----------- | ---- |
| Дуб «Бай-Бай»                                                 | Пуща-Водицьке лісництво м. Києва, вид. 25, кв. 111, 300 м на північ від контори лісництва, 50 м від дороги         | Близько 500 років Обсяг 4,8 м Висота 30 м                                                      | У гарному стані, є огорожа | 1997        |      |
| Дуб Вєтрова                                                   | вул. Блакитного, 8                                                                                                 | Близько 400 років Обсяг 4,8 м Висота 20 м                                                      | У 2008 році проведено лікування | 2009        |      |
| Дуб на вул. Борщагівській (загинув)                           | вул. Борщагівська, 171/18                                                                                          | Близько 300 років Обсяг 3,8 м Висота 20 м                                                      | Мав обпалене дупло, яке лікували у 2008 році. 26 червня 2011 року дерево загинуло, звалене вітром                                      | 2009        |      |
| Десять дубів у ботсаді НУБіП                                  | Ботанічний сад НУБіП                                                                                               | 500—600 років Обсяг 4,5—5,7 м Висота 30 м                                                      | Усі дерева з дуплами | 2009        |      |
| Дуб на вул. Архітектора Вербицького                           | Сквер на перехресті вул. Архітектора Вербицького і Харківського шосе, буд. 180/21                                  | Близько 250 років Обсяг 3,2 м Висота 20 м                                                      | У 1980-і роки дерево збережене та огороджене з ініціативи виконроба будівництва                                                        | 2001        |      |
| Двадцять дубів на вул. Вишгородській, 49                      | вул. Вишгородська, 49, біля кінотеатру «ім. Т. Шевченка»                                                           | Близько 500 років Обсяг 5,2, 4,9 і 4,8 м Висота 25 м                                           | У 2006 році проводилось лікування | 1972        |      |
| Дуби Фролькіса                                                | вул. Вишгородська, 67, територія Інституту геронтології АМН України                                                | Близько 500 років Обсяг 5,2, 4,9 і 4,8 м Висота 25 м                                           | | 2009        |      |
| Віковий дуб-красень на вул. Вишгородській, 69                 | вул. Вишгородська, 69, територія Інституту ендокринології                                                          | Близько 400 років Обсяг 4,7 м Висота 25 м                                                      | | 1999 і 2001 |      |
| Багатовікове дерево дуба звичайного на вул. Вишгородській, 69 | вул. Вишгородська, 69, територія Інституту ендокринології                                                          | Близько 400 років Обсяг 5 м Висота 25 м                                                        | | 1999 і 2001 |      |
| Дуб Вітовта                                                   | вул. Героїв Оборони, 13                                                                                            | Близько 300 років Обсяг 4 м Висота 30 м                                                        | |             |      |
| Дуб-довгожитель                                               | вул. В. Гетьмана, 2                                                                                                | Понад 300 років Обсяг 4,9 м Висота 20 м                                                        | У 2006 році проводилось лікування | 1999        |      |
| Шулявський дуб                                                | вул. В. Гетьмана, 10/37                                                                                            | Понад 300 років Обсяг 4,1 м Висота 20 м                                                        | | 2010        |      |
| Сорок дубів у Голосіївській обсерваторії                      | Територія Головної астрономічної обсерваторії НАН України                                                          | 300—400 років Обсяг 4—5 м Висота 20—30 м                                                       | Історичний пам'ятник — легендарна діброва, під якою зупинялись чумаки. У 2006 році проведено лікування                                 | 1997        |      |
| Дуби Слави                                                    | Голосіївський ліс, наприкінці вул. Потєхіна, 10—50 м від огорожі Експоцентру                                       | Понад 300 років Обсяг 4, 4,50 і 7,4 м Висота 30 м                                              | Найтовстіший дуб має потрійний стовбур                                                                                                 |             |      |
| Дуб у Голосіївському лісі біля кафе «Бахчисарай»              | Голосіївський ліс, 15 м від кафе «Бахчисарай»                                                                      | Понад 300 років Обсяг 4,50 м Висота 30 м                                                       | |             |      |
| Сім дубів у Голосіївському лісі на горі Купол                 | Голосіївський ліс, схил гори Купол від вершини до вул. Кащенка                                                     | Близько 300 років Обсяг понад 4 м Висота 30 м                                                  | Знайдені киянином А. М. Фролкіним, ентузіастом охорони вікових дерев                                                                   |             |      |
| П'ять дубів у Голосіївському лісі на горі Купол               | Голосіївський ліс, вершина гори Купол                                                                              | Близько 300 років Обсяг 4—4,5 м Висота 20 м                                                    | Усі дерева з дуплами |             |      |
| Дев'ять дубів у Голосіївському лісі біля Експоцентру          | Голосіївський ліс, біля стежки, що продовжує вул. Потєхіна, неподалік від Національного експоцентру України        | Близько 300 років Обсяг 4,50, 4,58, 4,30, 4,77, 4,50, 4,58, 4,14, 4,64 і 4,28 м Висота 25—30 м | |             |      |
| Дуб Громашевського                                            | вул. Амосова, 5, НДІ епідеміології ім. Л. В. Громашевського                                                        | Близько 400 років Обсяг 4,63 м Висота 25 м                                                     | |             |      |
| П'ять дубів у Дачному лісництві                               | Дачне лісництво м. Києва (Голосіївський район), вид. 2 кв. 51 та вид. 29 кв. 47                                    | 200—300 і близько 500 років Обсяг 3,74—4,25; 5,1 м Висота до 22 м                              | Огороджені | 1999        |      |
| Дуб-хитрун                                                    | Пров. Делегатський, 3/5                                                                                            | Близько 600 років Обсяг 5,75 м Висота 25 м                                                     | У доброму стані | 2010        |      |
| Два дуби в Делегатському пров.                                | Пров. Делегатський, 12                                                                                             | Близько 300 років Обсяг 3,8 і 4 м Висота 20 м                                                  | | 1972        |      |
| Сім дубів біля Дідорівки                                      | Голосіївський ліс, понад озером Дідорівка                                                                          | Понад 300 років Обсяг 4,07—4,78 м Висота 25—30 м                                               | |             |      |
| Дуб на Дідорівці                                              | Голосіївський ліс, над озером Дідорівка, на схилі гори Купол                                                       | Близько 500 років Обсяг 5,1 м Висота 30 м                                                      | |             |      |
| Дев'ять дубів у пансіонаті «Жовтень»                          | Столичне шосе, 27-й км, територія пансіонату                                                                       | Близько 300–600 років Обсяг 4,3—5,3 м Висота 10 м                                              | | 2009        |      |
| Дуб за пансіонатом «Жовтень»                                  | Столичне шосе, 27-й км, за пансіонатом на території дачного кооператива (дача Кучми)                               | Близько 300 років Обсяг 4,1 м Висота 25 м                                                      | |             |      |
| Два дуби на Жуковому острові                                  | Жуків острів, напроти Ольжина острова та санаторію «Конча-Заспа», по обидва боки від греблі                        | Близько 400 років Обсяг 4,5 м Висота 10 м                                                      | |             |      |
| Два дуби на Жуковому острові                                  | Жуків острів, дорога від Віти-Литовської до комплексу «Поплавок», на проїзній частині                              | Близько 300 і 500 років Обсяг 4,2 і 5,6 м Висота 20 и 25 м                                     | Є дупла |             |      |
| Два дуби в пров. Золочевському                                | Пров. Золочевський, 4 і 10                                                                                         | Близько 300 років Обсяг по 4 м Висота 20 м                                                     | | 2010        |      |
| Дуби Шостого листопада                                        | Парк «Кинь-Грусть», південно-західна частина, два біля буд. 25 по вул. Кобзарській, решта біля дитячого майданчика | Близько 300–500 років Обсяг 4—5 м Висота 25—30 м                                               | | 2009        |      |
| Дуб на Китаївському валу                                      | Китаїв, 100 м від Китаївських печер                                                                                | Близько 400 років Обсяг 4,5 м Висота 20 м                                                      | Є дупла |             |      |
| Дуб Красицького                                               | вул. Кобзарська, 43                                                                                                | Близько 300 років Обсяг 4,2 м Висота 20 м                                                      | | 2009        |      |
| Два дуби в санаторії «Конча-Заспа»                            | Столичне шосе, 215, територія санаторію, 70 і 100 м праворуч від дорожки на пляж на оз. Конча                      | Понад 300 і 500 років Обсяг 4,1 і 5 м Висота 20 м                                              | |             |      |
| Дуб на вул. Красицького                                       | вул. Красицького, 15, у дворі приватного будинку                                                                   | Близько 300 років Обсяг більш, ніж 4 м Висота 30 м                                             | |             |      |
| Величавий дуб                                                 | вул. Червонозаводська, 7                                                                                           | Близько 300 років Обсяг 4 м Висота 20 м                                                        | У 2006 році проводилось лікування | 2004        |      |
| Дуб в парку «Крістерова гірка»                                | парк «Крістерова гірка», північно-західнна частина, недалеко від буд. по пров. О. Бестужева, 4.                    | Близько 300 років Обсяг 4,3 м Висота 25 м                                                      | | 2009        |      |
| Дуб Мозолевського                                             | Вул. Осиповського, парк «Крістерова гірка»                                                                         | Понад 300 років Обсяг 4,4 м Висота 15 м                                                        | |             |      |
| Два дуби в Лісниках                                           | Заказник «Лісники», біля каплиці загиблим воїнам                                                                   | Понад 300 років Обсяг 4,1 і 4,4 м Висота 25—30 м                                               | |             |      |
| Дуб на Лисій горі                                             | Лиса гора | Близько 300 років Обсяг 4,18 м Висота 20 м                                                     | |             |      |
| Віковий дуб біля залізничної платформи «Рубежівський»         | парк «Нивки», біля залізничної платформи «Рубежівський»                                                            | Близько 300 років Обсяг 4,2 м Висота 25 м                                                      | | 1999        |      |
| Дуб св. Пантелеймона                                          | Феофанія, вул. Заболотного, 32, біля джерела св. Пантелеймона                                                      | Близько 300 років Обсяг 4,15 м Висота 30 м                                                     | |             |      |
| Дуб біля собору св. Пантелеймона                              | Феофанія, біля собору св. Пантелеймона                                                                             | Близько 300 років Обсяг 4,22 м Висота 30 м                                                     | |             |      |
| Партизанський дуб[джерело?]                                   | вул. Братів Зерових, 21, на проїзній частині                                                                       | Близько 300 років Обсяг 3,7 м Висота 20 м                                                      | У 2006 році проводилось лікування | 2004        |      |
| Перунів дуб                                                   | вул. Генерала Воробйова, 3                                                                                         | Близько 400 років Обсяг 4,6 м Висота 15 м                                                      | Один з двох дубів, що вціліли на місці Кадетського гаю.                                                                                | 2009        |      |
| Алея з одинадцяти дубів у Пирогові                            | Пирогів, Музей народної архітектури та побуту України, в районі експозиції «Поліська хата (з вуликами)»            | Понад 300 років Обсяг 3,8—4 м Висота 20 м                                                      | | 2004        |      |
| Дуб біля кафедри бджільництва НУБіП                           | Голосіївська пустинь, 10 м від кафедри бджільництва НУБиП                                                          | Близько 300 років Обсяг 4,7 м Висота 40 м                                                      | | 2009        |      |
| Дуб Кирпоноса на вул. Родимцева, 1а                           | вул. Родимцева, 1а                                                                                                 | Близько 450 років Обсяг 4,1 м Висота 25 м                                                      | | 2009        |      |
| Дуб Якуніна на вул. Родимцева, 1а                             | вул. Родимцева, 1а                                                                                                 | Близько 500 років Обсяг 4,7 м Висота 25 м                                                      | | 2009        |      |
| Дуб генерала Тарнавського                                     | вул. Родимцева, 4, у дворі                                                                                         | Понад 300 років Обсяг 4,4 м Висота 30 м                                                        | |             |      |
| Дуби Рильського                                               | вул. Родимцева, 9                                                                                                  | Близько 300 років Обсяг 3,8 и 4,45 м Висота 15 м                                               | | 2009        |      |
| Дуб Січових стрільців                                         | вул. Родимцева, 9, напроти будинку                                                                                 | Близько 500 років Обсяг 4,9 м Висота 30 м                                                      | Є дупла | 2009        |      |
| Дуб на вул. Родимцева, 11                                     | вул. Родимцева, 11                                                                                                 | Понад 300 років Обсяг 4,65 м Висота 30 м                                                       | |             |      |
| Дуб на вул. Родимцева, 11                                     | вул. Родимцева, 11, у дворі                                                                                        | Близько 500 років Обсяг 5,05 м Висота 30 м                                                     | Стан дуже поганий, є дупло, в якому розводили вогнища                                                                                  |             |      |
| Дуб у парку по вул. Родимцева                                 | вул. Родимцева, неподалік від будинку 11                                                                           | Близько 500 років Обсяг 5,1 м Висота 30 м                                                      | |             |      |
| Дуби Петра Могили                                             | вул. Родимцева, 19, біля корпусу НУБіП                                                                             | Близько 300 років Обсяг 4,1—4,9 м Висота 30 м                                                  | | 2009        |      |
| Дуб в Самборці                                                | Селище Самбурка, неподалік від гори Купол                                                                          | Близько 500 років Обсяг 5,12 м Висота бл. 30 м                                                 | |             |      |
| Чотири дуби неподалік від Самборки                            | Північний захід від Самбурки                                                                                       | Понад 300 років Обсяг 4,5—4,8 м Висота 25—30 м                                                 | |             |      |
| Віковий дуб                                                   | вул. Михайла Омеляновича-Павленка, 14/12                                                                           | Близько 300 років Обсяг 3,7 м Висота 20 м                                                      | У 2006 році проводилось лікування | 1972        |      |
| Сирецький дуб                                                 | вул. Черкаська, 17/69                                                                                              | Понад 450 років Обсяг 4,9 м Висота 20 м                                                        | У 2006 році проведено лікування. У 2013 р. половина дуба відвалилась. У 2014 р. Відвалилось багато гілок                               | 2008        |      |
| Дуб у Сирецькому лісі                                         | Сирецький ліс, неподалік від вул. Тираспольської, над притокою ріки Сирець                                         | Обсяг 4,04 м Висота 30 м                                                                       | |             |      |
| Два дуби в Сирецькому лісі                                    | Сирецький ліс, 250 і 400 метрів від будинку 40д по вул. Тираспольської                                             | Близько 300 років Обсяг 4,04 м Висота 30 м                                                     | |             |      |
| Дуб на Сетомлі                                                | Парк «Нивки», вул. Танкова, 2 (?), на горці напроти будинку                                                        | Близько 300 років Обсяг 4,15 м Висота 25 м                                                     | У гарному стані |             |      |
| Татарський дуб                                                | вул. Нагірна, 12                                                                                                   | Близько 300 років Обсяг 3,9 м Висота 25 м                                                      | | 2009        |      |
| Дуб Шурун на вул. Тираспольській, 2                           | вул. Тираспольська, 2                                                                                              | Близько 300 років Обсяг 4,4 м Висота 25 м                                                      | | 2010        |      |
| Дуб на вул. Тираспольській, 12                                | вул. Тираспольська, 12, в гаражі                                                                                   | Понад 300 років Обсяг Більш, ніж 4 м Висота 30 м                                               | |             |      |
| Дуб на вул. Тираспольській, 40а                               | вул. Тираспольська, 40а, неподалік від будинку                                                                     | Близько 500 років Обсяг 5,6 м Висота 35 м                                                      | |             |      |
| Дуб на вул. Тираспольській, 40д                               | вул. Тираспольська, 40д, неподалік від будинку                                                                     | Понад 300 років Обсяг 4,32 м Висота 30 м                                                       | |             |      |
| Дуб на вул. Тираспольській, 43/7                              | вул. Тираспольська, 43/7                                                                                           | Близько 300 років Обсяг 4,05 м Висота 25 м                                                     | | 2010        |      |
| Дуб Фролкіна                                                  | вул. Авіаконструктора Антонова, 2/32, корп. 3                                                                      | Понад 300 років Обсяг 4,3 м Висота 25 м                                                        | Один из двох дубів, що збереглися на місці Кадетського гаю. Дуб підпалювали, в 2009 році вилікуваний за рахунок киянина А. М. Фролкіна | 2010        |      |
| Дуб Хоруженко                                                 | вул. Тропініна, 5а, приватний сектор, двір сім'ї Хоруженко                                                         | Близько 450 років Обсяг 4,5 м Висота 35 м                                                      | У доброму стані | 2010        |      |
| Царський дуб                                                  | Пуща-Водиця, перехрестя вул. Квітки Цісик та 2-ї лінії                                                             | Близько 300 років Обсяг 4 м Висота 25 м                                                        | У доброму стані |             |      |
| Три дуби на вул. Ягодній                                      | вул. Ягідна, 60/1, два біля будинку й один неподалеку                                                              | Понад 300 і близько 500 років Обсяг 4,5, 5,4 і 5,03 м Висота по 30 м                           | |             |      |
| Дуб Корольова                                                 | вул. Янгеля, 14/1,                                                                                                 | Близько 300 років Обсяг 4,7 м Висота 20 м                                                      | Стовбур на висоті близько 2 м роздвоєний. Є велике дупло                                                                               |             |      |

### Буки, груші, каштани, клени
| Дерево                                                     | Місцезнаходження                                                                    | Вік, розміри                                     | Коментарі | Заповідане | Фото |
| ---------------------------------------------------------- | ----------------------------------------------------------------------------------- | ------------------------------------------------ | --- | ---------- | ---- |
| Бук в КПІ                                                  | просп. Берестейський, 37, у дворі корпуса № 1 Київського політехнічного інституту   | Посаджений у ~1900 р. Обсяг 3,4 м Висота 25 м    | |            |      |
| Три буки О. Бурачинського                                  | Національний ботанічний сад імені Миколи Гришка НАН України                         | Посаджені у 1940-і рр. Обсяг 3 м Висота 20 м     | Посаджені О. М. Бурачинським, першим директором ботсада                                                                                        | 2009       |      |
| Три буки Крістера                                          | Вул. Осиповського, 2-а, територія інституту харчової хімії                          | Посаджені в 1850-і рр. Обсяг 4—6,2 м Висота 20 м | Посаджені квітникарем В. Крістером. В 1997 г. увійшли до складу пам'ятки природи «Лісове урочище Крістерів», огороджені. Найстаріші буки Києва | 1997       |      |
| Груша Іващенко                                             | просп. Науки, 16                                                                    | Близько 150 років Обсяг 3 м Висота 20 м          | В доброму стані | 2010       |      |
| Груша Репко                                                | просп. Палладіна, 21                                                                | Близько 150 років Обсяг 3 м Висота 10 м          | Названа на честь киянина О. А. Репко, який знайшов дерево. Стовбур обпалений, є дупло                                                          |            |      |
| Вікове дерево груші                                        | просп. Берестейський, 123                                                           | Близько 100 років Обсяг 2,8 м Висота 12 м        | В доброму стані. Є охоронний знак | 1999       |      |
| Каштан Гришка у Видубицькому монастирі                     | Видубицький монастир, біля Михайлівського собору                                    | Більш, ніж 150 років Обсяг 3,6 м Висота 15 м     | | 2009       |      |
| Каштан Ковніра                                             | Києво-Печерська лавра, 70 м від входу                                               | Більш, ніж 150 років Обсяг 3,1 м Висота 25 м     | В доброму стані |            |      |
| Каштан Іващенко                                            | Вул. Рибальська, 10                                                                 | Більш, ніж 150 років Обсяг 3,2 м Висота 25 м     | В доброму стані |            |      |
| Явір на території Головного військового клінічного шпиталю | вул. Є. Коновальця, 33, в окремому дворі біля входу у відділення фтізіатрії шпиталю | Більш, ніж 150 років Обсяг 3,6 м Висота 20 м     | Найстаріший та найбільший явір Києва | 2009       |      |
| Святошин клен біля ст. метро «Житомирська»                 | просп. Берестейський, біля виходу зі ст. метро «Житомирська»                        | Більш, ніж 150 років Обсяг 3,3 м Висота 18 м     | | 2009       |      |
| Клени Яворницького — два клени сріблясті                   | просп. Берестейський, 73/1                                                          | Близько 150 років Обсяг 2,8 и 3,8 м Висота 15 м  | | 2009       |      |

### Липи, тополі, ясени
| Дерево                                    | Місцезнаходження                                                                                  | Вік, розміри                                                 | Коментарі                                                                         | Заповідане | Фото |
| ----------------------------------------- | ------------------------------------------------------------------------------------------------- | ------------------------------------------------------------ | --------------------------------------------------------------------------------- | ---------- | ---- |
| Липа в Голосіївському лісі                | Голосіївський ліс, понад озером Дідорівка                                                         | Близько 300 років Обсяг 4,7 м Висота 20 м                    |                                                                                   |            |      |
| Липа на Дідорівці                         | Голосіївський ліс, на березі Дідорівки                                                            | Близько 250 років Обсяг 3,6 м Висота 20 м                    |                                                                                   |            |      |
| Дві липи в парку «Кинь-Грусть»            | Південно-західна частина парку Кинь-Грусть, напроти ставка, неподалік від вул. Кобзарської        | Близько 150 та близько 200 років Обсяг 3,4 і 6 м Висота 20 м | 200-річна липа має три стовбури, що розходяться в боки                            | 2009       |      |
| Липа св. Пантелеймона                     | Феофанія, вул. Заболотного, 25, біля джерела св. Пантелеймона                                     | Близько 200 років Обсяг 4 м Висота 18 м                      | Має нарости на стовбурі, обсяг виміряно разом з ними. Огороджена                  |            |      |
| Липа Штільмарка                           | Голосіївський ліс, схил гори Купол                                                                | Близько 200 років Обсяг 4 м Висота 15 м                      | Має велике дупло у прикореневій частині стовбура                                  |            |      |
| Тополя на вул. Авіаконструктора Антонова  | Вул. Авіаконструктора Антонова, 32/2, 3-й корпус авіаційного училища, біля огорожі                | Більш, ніж 100 років Обсяг 4,9 м Висота 30 м                 |                                                                                   |            |      |
| Тополя на вул. Володимирській             | Вул. Володимирська, 76                                                                            | Близько 100 років Обсяг 4,5 м Висота 30 м                    |                                                                                   |            |      |
| Тополя в Гідропарку                       | Гідропарк                                                                                         | Більш, ніж 100 років Обсяг 5,2 м Висота 25 м                 | Віковий велетенський екземпляр тополі чорної                                      |            |      |
| Дві тополі в парку «Муромець»             | Парк «Муромець», неподалік від ресторану «Літо»                                                   | Близько 100 років Обсяг 4,65 і 6,1 м Висота 15 і 30 м        | Стовбур більшого дерева розгалужений на три на висоті 1,7 м                       |            |      |
| Чотири тополі білі в Гідропарку           | Гідропарк, ліворуч по дорозі до станції прокату човнів                                            | Більш, ніж 100 років Обсяг 4 м Висота 20 м                   |                                                                                   |            |      |
| П'ять тополь білих у пров. Щорса          | Госпітальна 16, за відділенням отоларингології Головного військового клінічного шпиталю           | Більш, ніж 120 років Обсяг 4 м Висота 30 м                   | Найвищі дерева Києва                                                              | 1999       |      |
| Куренівські тополі на вул. Вишгородській  | Вул. Вишгородська, 6, праворуч від будинку школи № 8                                              | Більш, ніж 120 років Обсяг 5 м Висота 15 м                   |                                                                                   |            |      |
| Тополя чорна в Гідропарку                 | Гідропарк, біля каплиці                                                                           | Більш, ніж 120 років Обсяг 5,5 м Висота 20 м                 | Одна з найбільших тополь Києва                                                    | 1999       |      |
| Тополі Бурдзинського в зоопарку           | Зоопарк, біля ставка та котельні                                                                  | Більш, ніж 100 років Обсяг 4,2 м Висота 25 м                 |                                                                                   | 2009       |      |
| Тополя метростроївська на вул. Німанській | Вул. Німанська, 3а, територія Київметробуду                                                       | Більш, ніж 150 років Обсяг 4,5 м Висота 20 м                 | Має велике дупло                                                                  | 2010       |      |
| Ясени Тотлебена біля заводу «Арсенал»     | Вул. Князів Острозьких, 2, біля заводу «Арсенал»                                                  | Близько 150 років Обсяг по 3,6 м Висота 30 м                 |                                                                                   | 2013       |      |
| Ясени Шарлеманя в зоопарку                | Зоопарк, у службовій зоні за вольєрами                                                            | Більш, ніж 100 років Обсяг 3,7 і 4 м Висота 20 м             |                                                                                   | 2009       |      |
| Ясен Феофіла                              | Вул. Китаївська, 15/8, біля церкви Дванадцяти апостолів                                           | Більш, ніж 150 років Обсяг 4,1 м Висота 20 м                 |                                                                                   | 2009       |      |
| Фортечний ясен                            | Пров. Лабораторний, 18                                                                            | Більш, ніж 150 років Обсяг 3,6 і 3,4 м Висота 20 м           | Згідно з розповідями тамтешніх один ясен підрили будівельники і він пізніше впав. | 2004, 2007 |      |
| Два ясени у Софії Київській               | Територія історико-культурного заповідника «Софія Київська»                                       | Більш, ніж 150 років Обсяг 3,9 і 3,8 м Висота 25 м           |                                                                                   | 2008       |      |
| Ясен на вул. І. Мазепи (?)                | Колишня адреса вул. Січневого повстання, 29 (Мазепи чи Лаврська? також треба з'ясувати нумерацію) | Більш, ніж 200 років Обсяг 3,7 м Висота 25 м                 |                                                                                   | 1999       |      |

### Інші дерева і групи з різних дерев
| Дерево                                                       | Місцезнаходження                                                                                            | Вік, розміри                                          | Коментарі | Заповідане | Фото |
| ------------------------------------------------------------ | --- | ----------------------------------------------------- | --- | ---------- | ---- |
| П'ять берек на вул. Банковій                                 | Вул. Банкова, 2, біля будинку Союзу письменників України                                                    | Близько 150 років Обсяг 2 м Висота 15 м               | Чотири дерева в доброму стані, одне засихає | 1999       |      |
| Гінкго Сікорського                                           | просп. Берестейський, 37, між корпусами № 1 і 2 Київського політехнічного інституту                         | Посаджене у ~1900 р. Обсяг 2,2 м Висота 15 м          | В доброму стані, огороджене. Найстаріше гінкго Києва |            |      |
| Дерева дерену Святослава Ярославича у Києво-Печерській лаврі | Києво-Печерська лавра, митрополичий сад, біля стіни Мазепи                                                  | 300—500 років Обсяг 0,8 м Висота 10 м                 | |            |      |
| Катальпа на вул. В. Гетьмана                                 | Вул. В. Гетьмана, 2                                                                                         | Близько 100 років Обсяг 2,7 м Висота 10 м             | Одна з найстаріших катальп Києва |            |      |
| Кипарисовик Сухіна                                           | Вул. Тираспольська, 43/1                                                                                    | Близько 150 років Обсяг 2,1 м Висота 10 м             | Названий на честь С. Сухіна, який знайшов це дерево |            |      |
| Робінія (біла акація) на вул. Мостицькій                     | Вул. Мостицька, 2а, двір Покровської церкви                                                                 | Близько 130 років Обсяг 3,7 м Висота 15 м             | Найстаріша біла акація Києва. Стовбур розщеплений надвоє, всередині випалений, дерево гине                                                                          |            |      |
| Робінія (біла акація) на просп. Берестейському               | просп. Берестейський, 73а                                                                                   | Близько 130 років Обсяг 3,7 м Висота 15 м             | У 2007 р. освячена настоятелем церкви св. Пантелеймона отцем Миколаєм                                                                                               | 1999       |      |
| Шість платанів у Ботанічному саді ім. М. Гришка              | Національний ботанічний сад імені Миколи Гришка НАН України                                                 | Більш, ніж 100 років Обсяг 3—3,4 м Висота 10 м        | Стан паганий — є дупла, дерева страждають від байдужого відношення відвідувачів, вкриті написами                                                                    | 2009       |      |
| Слива в КПІ                                                  | Росла біля корпуса № 3 Київського політехнічного інституту, з південної сторони                             | Близько 150 років Обсяг 3,2 м Висота 10 м             | Упала від вітру та загинула 3 липня 2010 року. Обсяг стовбура був виміряний на висоті 0,5 м. Сливові дерева вважаються старими, якщо їх вік досягає усього 30 років | Не була    |      |
| П'ять софор на вул. Китаївській                              | Вул. Китаївська, 32                                                                                         | Близько 150 років Обсяг 3,8—4,1 м Висота 15 м         | Найбільші та найстаріші софори Києва | 1997       |      |
| Туя західна на просп. Берестейському                         | просп. Берестейський, 125                                                                                   | Більш, ніж 100 років Обсяг 1,3 м Висота 18 м          | В доброму стані. Сторічні дерева туї вважаються дуже старими. Є охоронний знак.                                                                                     | 1999       |      |
| Черешні Бурдзинського в зоопарку                             | Зоопарк, біля оглядового колеса                                                                             | Більш, ніж 120 років Обсяг 2,2—2,7 м Висота 10 м      | Найстаріші черешні Києва. У 2008 році проведене лікування | 2009       |      |
| Платан Станчинського                                         | Зоопарк, біля літніх вольєрів з жирафами                                                                    | Понад 120 років Обхват стовбура 2,8 м Висота 15 м     | | 2009       |      |
| Шовковиця Стуса у Ботанічному саді ім. М. Гришка             | Національний ботанічний сад імені Миколи Гришка НАН України, ліворуч від Інституту відновлюваної енергетики | Близько 300 років Обсяг 3,6 м Висота 10 м             | | 2010       |      |
| Шовковиця біля Києво-Могилянської академії                   | Вул. Г. Сковороди, 2, у дворі біля старих воріт Академії                                                    | Близько 150 років Обсяг 3,8 м Висота 18 м             | Дерево з подвійним стовбуром |            |      |
| Шість сосен і дуб у Броварському лісництві                   | Броварське лісництво м. Києва, вид. 6 кв. 70, вид. 10 кв. 33 і вид. 23 кв. 59                               | Близько 200 років Обсяг 2,3—3,59 м (сосни), 3 м (дуб) | Найбільша сосна має висоту 35 м, її вік перевищує 200 років. Дерева огороджені                                                                                      | 1999       |      |
| Тридцять каштанів і лип у Києво-Печерській лаврі             | Києво-Печерська лавра                                                                                       | 150—300 років Обсяг 3—3,8 м Висота 20—25 м            | Деревами піклуються монахи | 1972       |      |